# Dangerous Curves (película de 1929)
Dangerous Curves (en España: Curvas peligrosas) es una película estadounidense de 1929, de la época pre-code, dirigida por Lothar Mendes y protagonizada por Clara Bow y Richard Arlen. Fue lanzada por Paramount Pictures y fue la primera película de Hollywood de Kay Francis.

## Argumento
Pat, una jinete acróbata del circo, está enamorada de Larry, el funambulista estrella de la función. Desgraciadamente éste está enamorado de su compañera de actuación, Zara Flynn, pero ella está enamorada de Tony Barrett, otro de los artistas del circo. Un día Pat explica a Larry el doble juego de Zara y como resultado éste se lesiona al caer del cable, lo que le lleva a la bebida. Pat le persuade de volver al circo y para reforzar su confianza, trabaja con él en un número cómico. Mientras tanto Zara y Tony se han casado secretamente pero no logran ser contratados juntos y Zara se reincorpora como compañera de Larry en el número de la cuerda floja. Éste, para consternación de Pat, cae de nuevo bajo el hechizo de la chica. Más tarde Larry se entera de que Zara se ha casado por lo que vuelve a la bebida y Pat se ve obligada a maquinar un plan para salvar el futuro de Larry, aunque le acaba costando el trabajo. Al final, al darse cuenta del sacrificio que Pat hecho para recuperarlo, Larry descubre que la ama.

## Reparto
- Clara Bow - Patricia Delaney, una jinete acróbata del circo
- Richard Arlen - Larry Lee, una funambulista
- Kay Francis - Zara Flynn, Compañeta de Larry
- David Newell - Tony Barretti, otro artista del circo
- Anders Randolf - Coronel P.P. Brack
- May Boley - Ma Spinelli
- T. Roy Barnes - Po Spinelli
- Joyce Compton - Jennie Silver
- Stuart Erwin - Rotarian